# Ермес Невес Соарес
Ермес Невес Соарес (порт. Hermes Neves Soares, нар. 19 вересня 1974, Сан-Паулу) — бразильський футболіст, що грав на позиції півзахисника.

## Клубна кар'єра
У дорослому футболі дебютував 1993 року виступами за «Корінтіанс», в якому провів три сезони і став 1995 року переможцем Ліги Пауліста та володарем Кубка Бразилії. Після цього виступав за ряд невеликих бразильських клубів, єдиним успіхом з якими стала перемога у Переможець Лізі Баїяно з «Баїєю» у 1998 році.

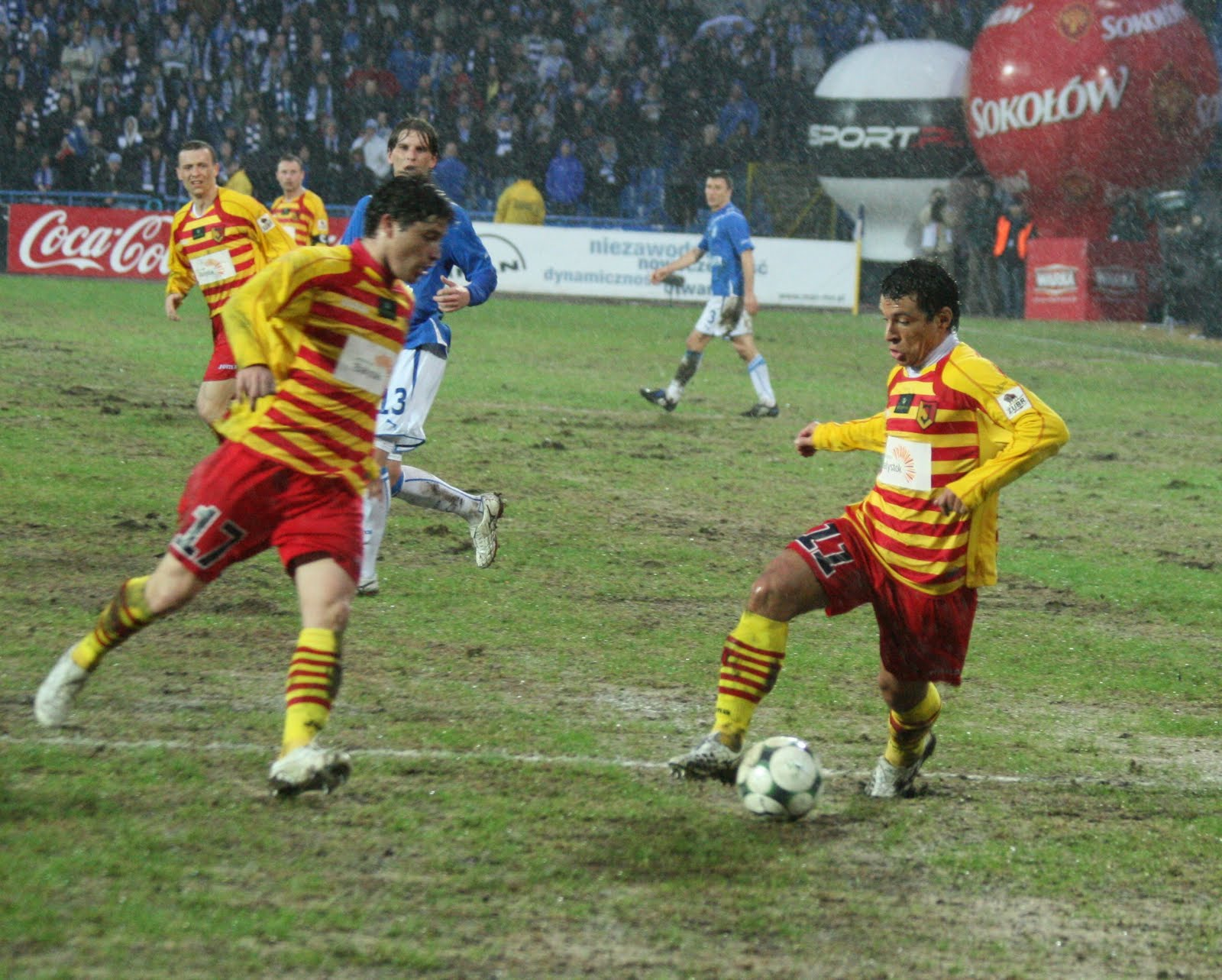
Ермес (праворуч) під час виступів за «Ягеллонію», 21 березня 2010 року.

Влітку 2002 року Ермес перебрався до Польщі, де став гравцем «Відзева», зігравши до кінця року 11 ігор у Екстракласі, після чого перейшов до амбітного клубу «Корона» (Кельце), що тоді грав у третьому за рівнем дивізіоні країни і допоміг йому 2005 року вийти до польської еліти. Тоді ж Ермес разом з іншими гравцями брав участь в договірних матчах в сезоні 2003/04, за які 9 грудня 2013 року його засудили до двох років в'язниці, умовно на 3 роки, а також 25 тисяч злотих штрафу. З командою Ермес дійшов до фіналу Кубка Польщі 2006/07, але наступного року його клуб був відсторонений у зв'язку із корупційною справою, яка врешті-решт призвело до відправлення «Корони» у другий дивізіон, як і двох інших команд чемпіонату. Контракт Ермеса було розірвано 2 квітня 2008 року.
Після цього Ермес підписав контракт з «Ягеллонією», яку представляв чотири сезони, вигравши Кубок та Суперкубок Польщі у 2010 році. 20 січня 2012 року Ермес покинув команду і другу половину сезону провів у клубі другого дивізіону «Полонія» (Битом), а 3 липня перейшов до іншої команди першої ліги «Завіша» (Бидгощ). У сезоні 2012/13 зайняв перше місце і вийшов з клубом до Екстракласи. У наступному сезоні він виграв другий для себе Кубок Польщі, після чого вирішив завершити ігрову кар'єру і став працювати у тренерському штабі команди.

## Виступи за збірну
Залучався до складу молодіжної збірної Бразилії, з якою став переможцем молодіжного чемпіонату Південної Америки 1992 року в Колумбії та молодіжного чемпіонату світу 1993 року в Австралії.

## Титули і досягнення
- Чемпіон світу (U-20): 1993
- Володар Кубка Бразилії (1):

«Корінтіанс»: 1995
- Переможець Ліги Пауліста (1):

«Корінтіанс»: 1995
- Переможець Ліги Баїяно (1):

«Баїя»: 1998
- Володар Кубка Польщі (2):

«Ягеллонія»: 2009/10
«Завіша» (Бидгощ): 2013/14
- Володар Суперкубка Польщі (1):

«Ягеллонія»: 2010

## Особисте життя
10 квітня 2014 року отримав польське громадянство, оскільки живе в Польщі з 2002 року.